# 音楽教室 (テレビ番組)
『音楽教室』（おんがくきょうしつ）は、1955年6月8日から1959年2月28日までNHKテレビジョン → NHK総合テレビジョンで、1959年1月17日から1974年3月19日までNHK教育テレビジョンで放送されていた小学校高学年向けの学校放送（教科：音楽）である。
放送開始1年前の1954年5月11日と同年6月15日にもNHKテレビジョンで同名の単発番組が放送されたが、こちらは小学校中学年向けだった。

## 放送時間
いずれも日本標準時、別の時間帯での再放送あり。

### 不定期番組時代
- 水曜日 11:35 - 11:55 （1955年6月8日 - 1956年2月29日）
- 木曜日 11:30 - 11:50 （1956年4月12日 - 1956年11月29日） - ここまでは『ぼくらの実験室』やその他の不定期番組と一週交替で放送。
- 月曜日 13:00 - 13:23 （1957年1月14日 - 1957年7月8日） - 『くらしの歴史』と一週交替で放送。
- 土曜日 11:30 - 11:50 （1957年9月14日 - 1958年3月8日） - これ以後は『美術教室』と一週交替で放送。
- 土曜日 11:35 - 11:55 （1958年4月26日 - 1959年2月28日）
- 水曜日 10:40 - 11:00 （1960年4月13日 - 1961年3月15日）
- 月曜日 10:40 - 11:00 （1961年4月17日 - 1962年3月5日）

### レギュラー番組時代
- 火曜日 10:00 - 10:20 （1962年4月3日 - 1964年3月17日）
- 火曜日 14:20 - 14:39 （1964年4月7日 - 1969年3月18日）
- 火曜日 14:00 - 14:19 （1969年4月8日 - 1974年3月19日）

## 出演者
- 浜野政雄（1955年度 - 1960年度）
- 野呂信次郎（1958年度）
- 梶野健二（1959年度）
- 柿木吾郎（1960年度 - 1961年度）
- 福田一穂（1962年度）
- 小島琢磨（1963年度 - 1967年度）
- 石井歓（1968年度 - 1971年度）[1]
- 平野忠彦（1972年度 - 1973年度）

## 番組のカラー化
当番組は1960年4月から、当時、カラー放送が近い将来本放送化となるのを考慮して、それよる番組制作が開始されている。

先ず、同年4月27日の回(「日本の音楽」)と同年5月11日の回(「ハイドンとモーツァルト」)でそれによる番組制作が行われ、同年6月22日の回(「イギリスの音楽」)から、毎回カラー制作となった。但し、同年9月10日のカラー本放送開始以前は、それによる放送は、当時東京の教育テレビでほぼ毎日行われていた「カラーテレビ実験放送」の時間帯にて、番組本放送の1日後に再放送の形で行われた(本放送の時間帯は勿論白黒)。尚、カラー本放送開始後の同年9月21日放送の回(「滝廉太郎と山田耕筰」)からは、本放送の時間帯でカラー放送が行われている。